# پیگران
پیگران یکی از فرماندهان نظامی ایرانی در زمان حکومت شاهنشاه شاپور دوم (حک. ۳۰۹–۳۷۹) ساسانی بود. به گفتهٔ امیانوس مارسلینوس در ۲۹ مه ۳۶۳ هنگامی که نیروهای ژولیان (حک. ۳۶۱–۳۶۳) تیسفون پایتخت ایران را محاصره کرده بودند، پیگران به همراه دیگر فرماندهان به نام‌های نرسه و سورنا شکست خوردند و مجبور شدند به داخل دیوارهای شهر فرار کنند.